# N'PY
 (juillet 2016).
N'Py – Nouvelles Pyrénées est une société d'économie mixte basée à Lourdes, regroupant dans les Pyrénées huit domaines skiables, à savoir Cauterets, Gourette, le Grand Tourmalet (Barèges-La Mongie), La Pierre Saint-Martin, Luz-Ardiden, Peyragudes, Piau-Engaly et le pic du Midi, et trois sites remarquables, avec le pic du Midi de Bigorre, le train de la Rhune et Cauterets - Pont d'Espagne.
Elle représente 55 % du marché du ski pyrénéen[réf. nécessaire], c’est-à-dire sur tous les versants de la chaîne, français, andorran et espagnol.
N’Py a pour objet de regrouper les sites touristiques sous un même trust.

## Historique
Née en 2003 à l’initiative d'Henri Mauhourat (Gourette – La Pierre Saint-Martin-La Rhune), Bernard Malus (Le Tourmalet), Francis Guiard (Luz-Ardiden), Noël Lacaze (Peyragudes), Christine Massoure, et soutenus par quelques élus dont Michel Pélieu, maire de Loudenvielle et conseiller général de Bordères-Louron, la société a évolué depuis l’association d’origine S4S (Stratégie des 4 stations) à N’Py.
La SEM N’Py a été créée en 2004 avec un capital de 50 000 € provenant principalement de collectivités locales.
En 2007, N’Py crée la gamme de produits sans passage à la caisse. Depuis lors les skieurs ont la possibilité de recharger une carte à puce et ainsi de ne pas attendre aux caisses. Cette carte est également dotée d’un système main-libre fonctionnant avec les bornes au bas des remontées.
Lors de la saison 2013/2014, N’Py met en place le service N’Py RESA, une plateforme qui permet à l’internaute de réserver à la carte, en seulement quelques clics, des séjours sportifs ou de détente complets en montagne, en toutes saisons.
Cette saison voit aussi le lancement de l’application pour smartphone npyski.
N’Py a aussi lancé sa propre émission de météo.
La même année est créé le mini-site npyrussia destiné au nombre grandissant de touristes russes en France durant la période hivernale.
Mais N’Py se positionne également vis-à-vis de la clientèle espagnole, attirée par les prix plus compétitifs des stations françaises. Le rapprochement se fait plus particulièrement entre Piau et Sorbrarbe, grâce aux deux versants qui offre une grande variété d’activités. N’Py dispose également d’un site internet destiné aux clients espagnols, ainsi que de promotions et d’une application mobile adaptée.
Depuis la saison 2022/2023, la carte No Souci Pyrénées est disponible dans 14 stations : Ax 3 Domaines, Cambre d'Aze, Cauterets, Formiguères, Gourette, le Grand Tourmalet (Barèges-La Mongie), Guzet, La Pierre Saint-Martin, Luz-Ardiden, les Monts d'Olmes, Peyragudes, Piau-Engaly, le pic du Midi et Porté-Puymorens.

## Les sites de N'Py
N’Py a pour objet de promouvoir de grands sites pyrénéens en facilitant l’accès aux nombreuses offres qu’ils proposent tout au long de l’année, que ce soit en matière de ski ou de tourisme en général.

### Domaines skiables
N’Py est au service de huit domaines skiables des Pyrénées : Cauterets, Gourette, le Grand Tourmalet (Barèges-La Mongie), La Pierre Saint-Martin, Luz-Ardiden, Peyragudes, Piau-Engaly et le pic du Midi.

#### Cauterets

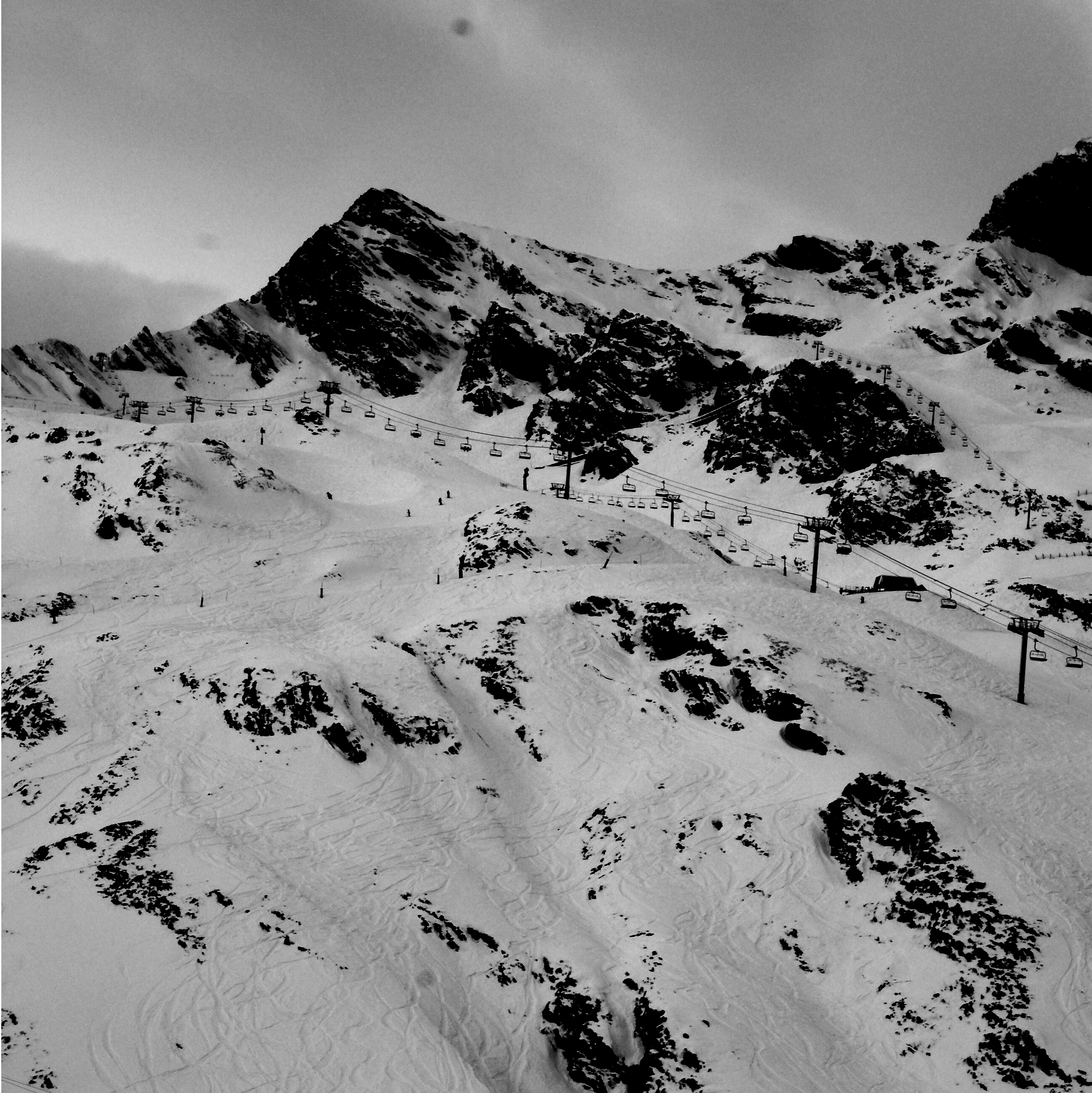
Cauterets

Station de ski alpin et de ski de fond, elle se compose de deux domaines, celui du cirque du Lys et celui du Pont d’Espagne. Bénéficiant d'un enneigement important, Cauterets est également un haut lieu du thermalisme et un village de montagne avec un important patrimoine architectural.
Cauterets est aussi connue pour ses fabriques de berlingots, des sucres cuits parfumés apparus au XIXe siècle.

#### Gourette

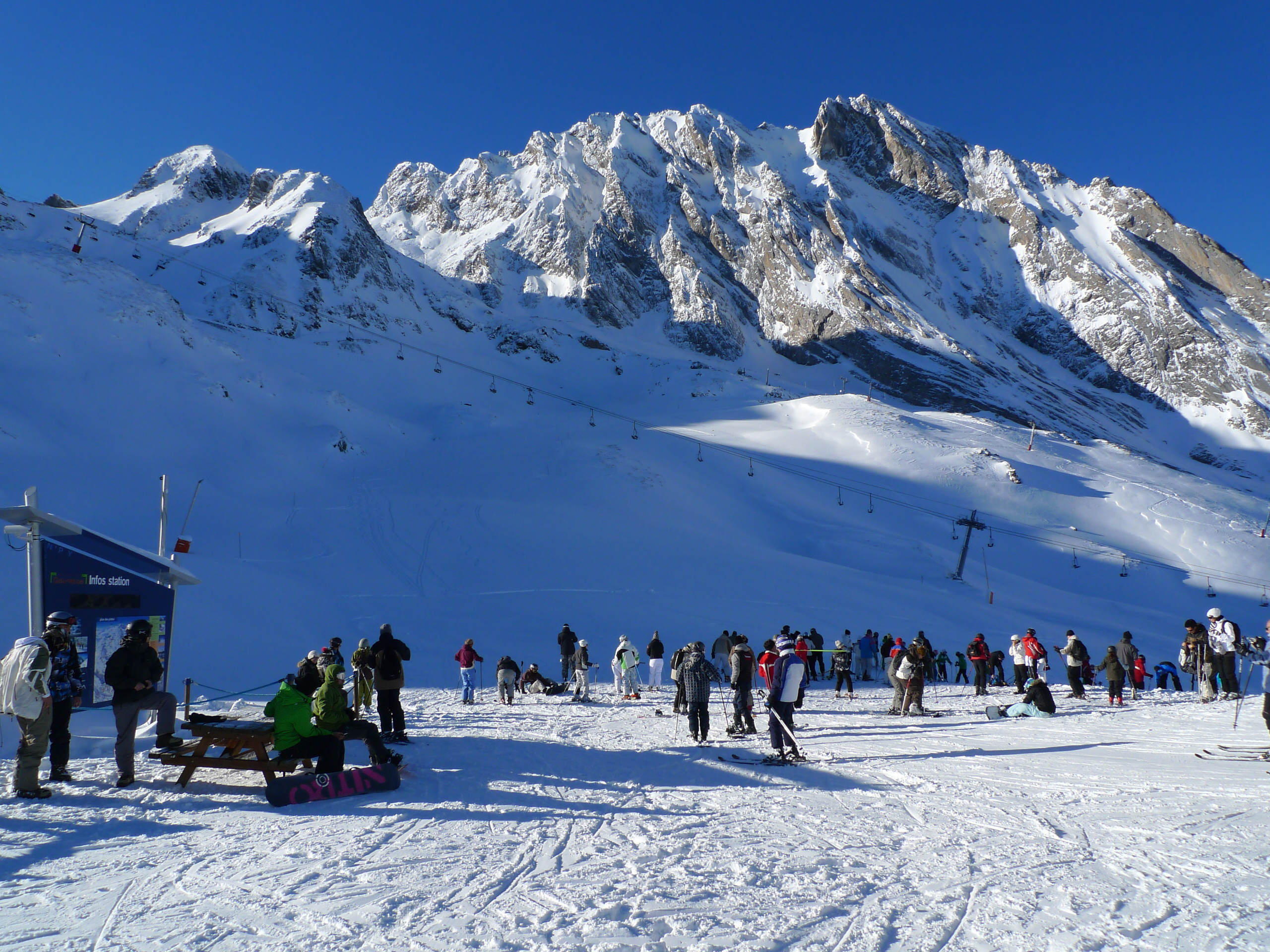
Gourette

Née dans les années 1930, la station de ski de Gourette se situe entre 1 350 et 2 450 mètres, offrant le plus grand dénivelé des Pyrénées françaises. Elle offre une superficie de 90 hectares et avec 42 kilomètres de pistes balisées au sein d'un cirque naturel, et surplombant le piémont pyrénéen.
Gourette offre des activités aussi bien en hiver (ski alpin, ski de randonnée et raquettes) qu’en été (randonnées, tyrolienne).
La station est souvent traversée par le Tour de France en raison de sa proximité avec le col d'Aubisque, point essentiel des étapes de montagnes dans les Pyrénées.

#### Grand Tourmalet

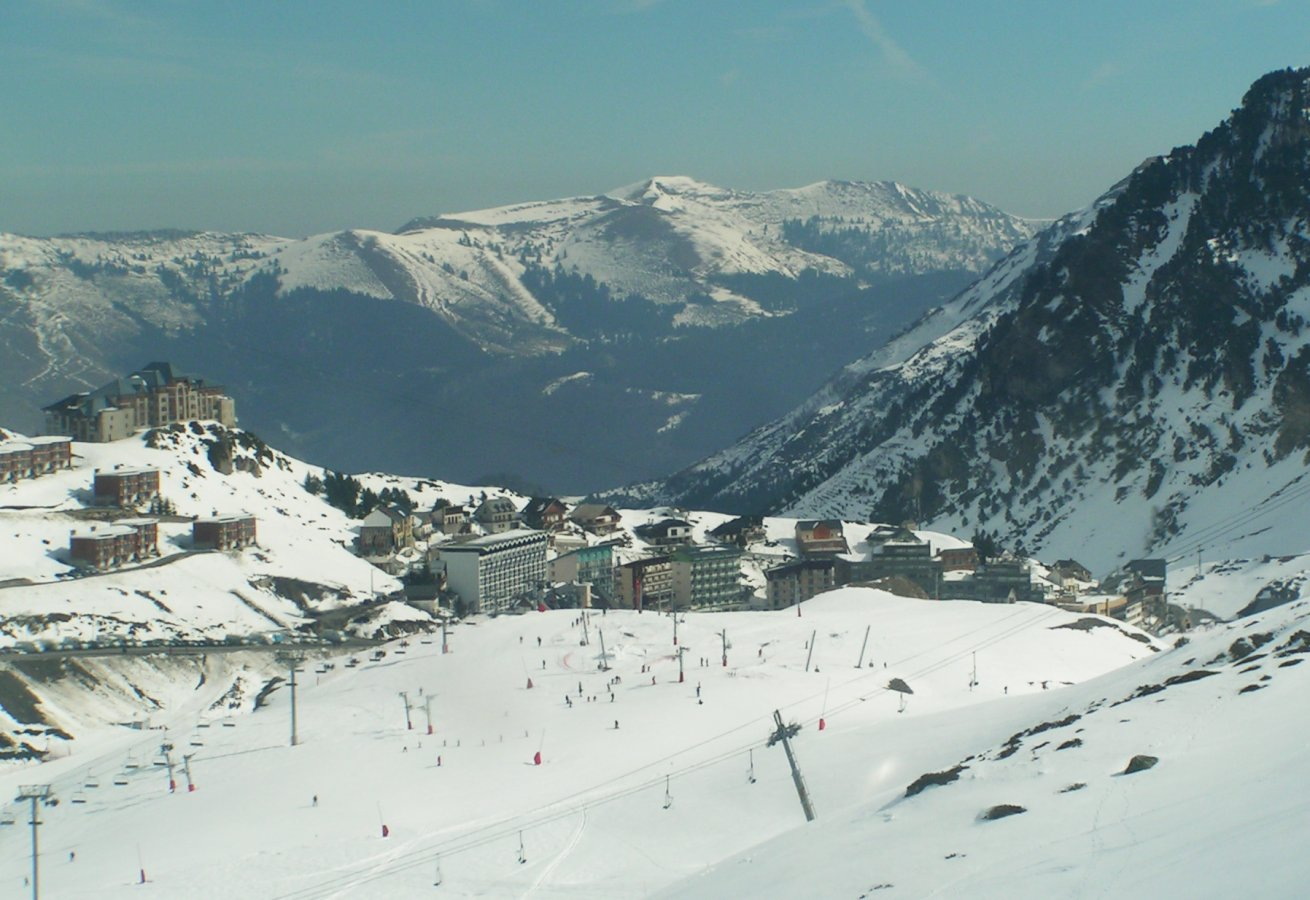
Grand Tourmalet (La Mongie)

Plus grande station des Pyrénées, le Domaine du Tourmalet appelée aussi Barèges-La Mongie se situe au pied du pic du Midi de Bigorre. La liaison entre les deux domaines skiables est effective depuis 1973.
Ses deux versants d'un côté et de l'autre du col du Tourmalet (stations de Barèges et de La Mongie), lui permettent d’offrir une diversité de tracés avec ses 30 remontées mécaniques et ses 69 pistes d’une longueur cumulée de 100 kilomètres. Il existe aussi des zones destinées aux enfants et aux débutants.
Le domaine est souvent traversé par le Tour de France qui fait du col du Tourmalet un point essentiel de ses étapes de montagne dans les Pyrénées.

#### La Pierre Saint-Martin

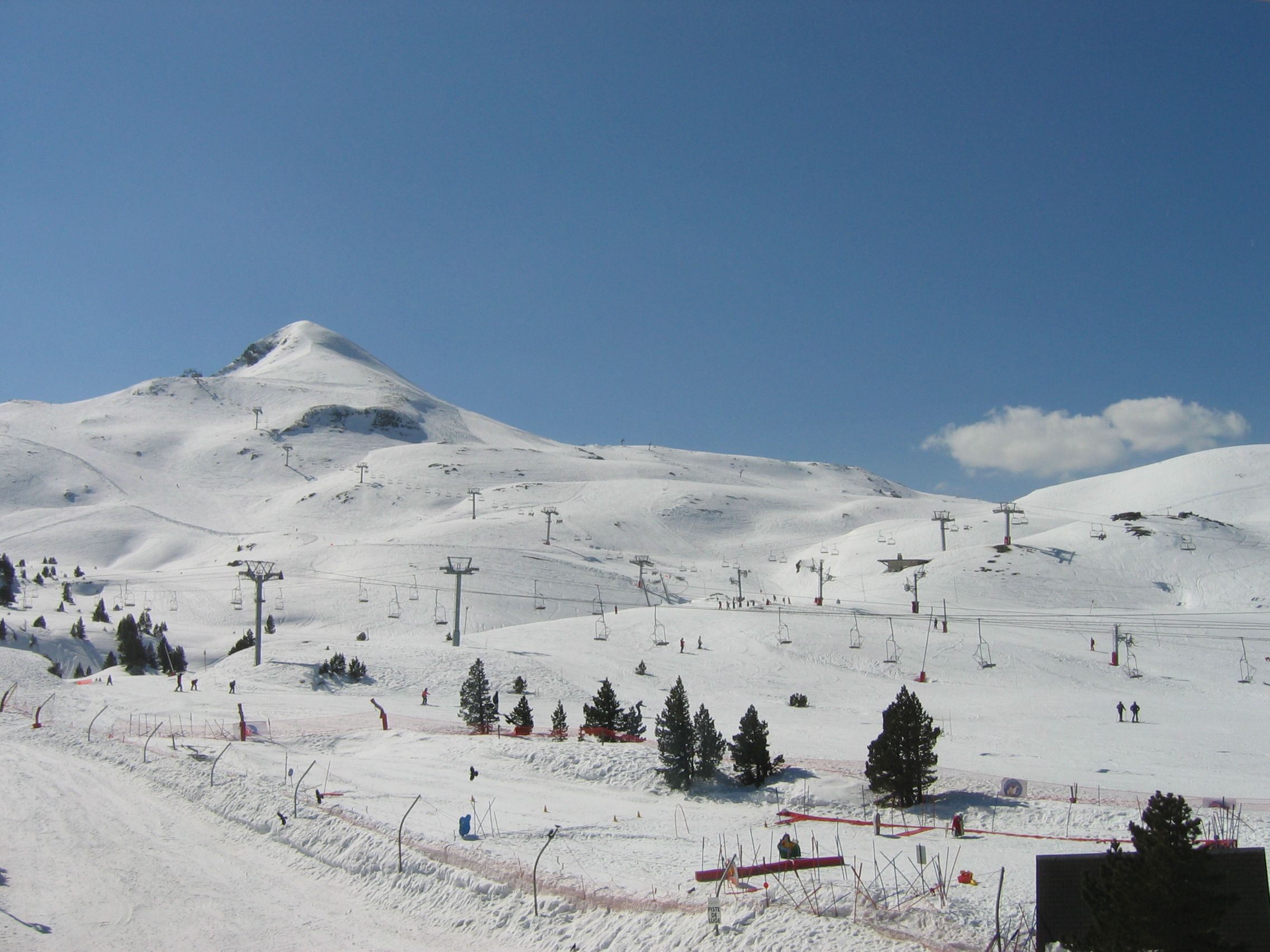
La Pierre Saint-Martin

Petite station familiale, La Pierre Saint-Martin est située au cœur d’une forêt de pins à crochet. Elle est la plus occidentale du réseau, étant située dans la commune d'Arette, à la limite entre le Béarn et le Pays Basque, ainsi qu'avec la frontière franco-espagnole.
Ouverte pour la première fois en 1962, cette station offre 55ha de domaine skiable entre 1522m et 2153m d'altitude.
Le massif de la Larra-Belagua / la Pierre Saint-Martin sur lequel est située la station de ski est un haut lieu de la spéléologie et certains sites, comme la salle de la Verna, sont accessibles au grand public.

#### Luz-Ardiden

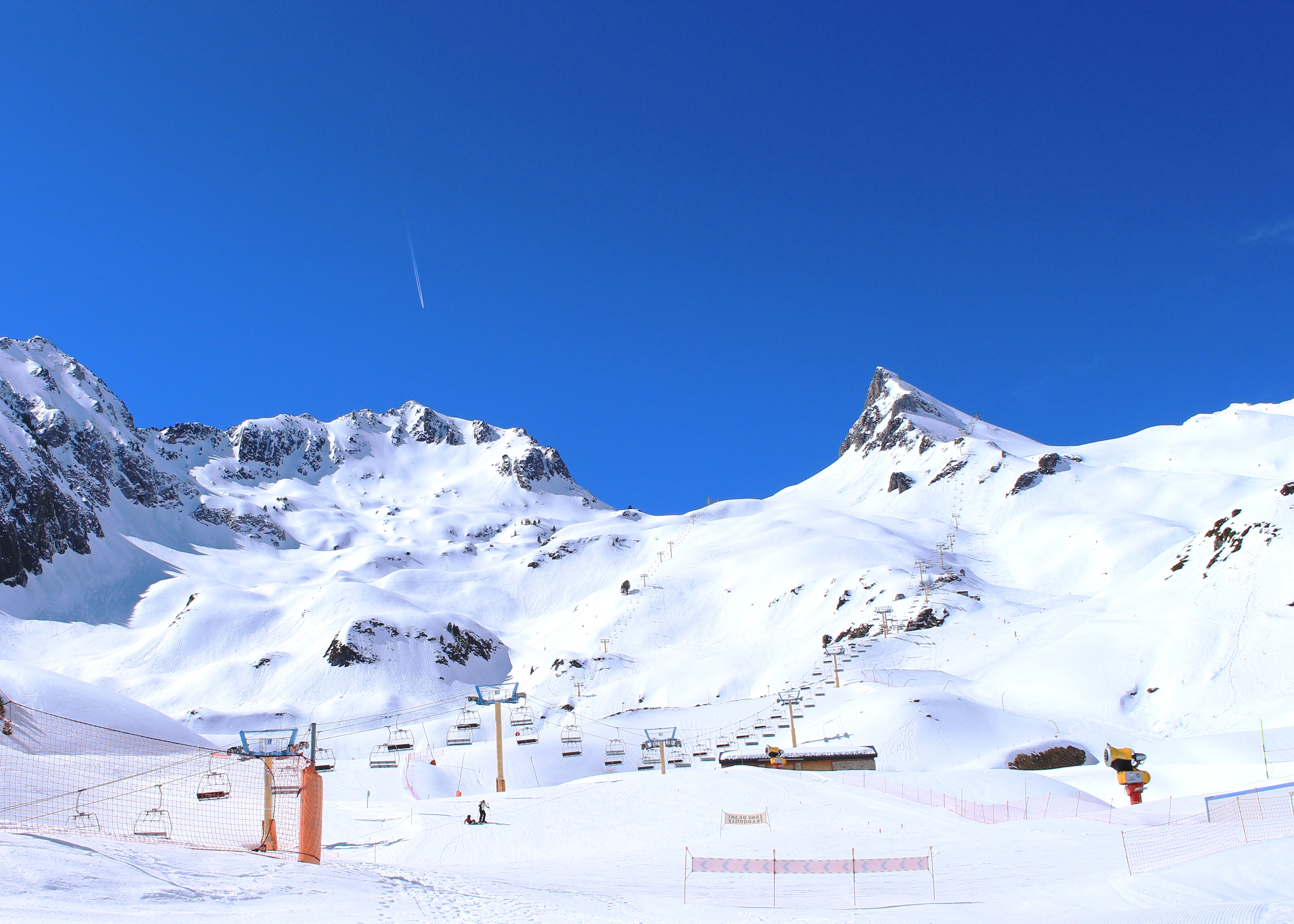
Luz-Ardiden

Située sur la commune de Luz-Saint-Sauveur, cette station dispose de 29 pistes représentant près de 60 kilomètres de zones skiables balisées sur le massif d'Ardiden.
Ouverte pour la première fois le 16 janvier 1975, Luz Ardiden a été depuis à de nombreuses reprises retenue comme arrivée d’une étape du Tour de France.

#### Peyragudes

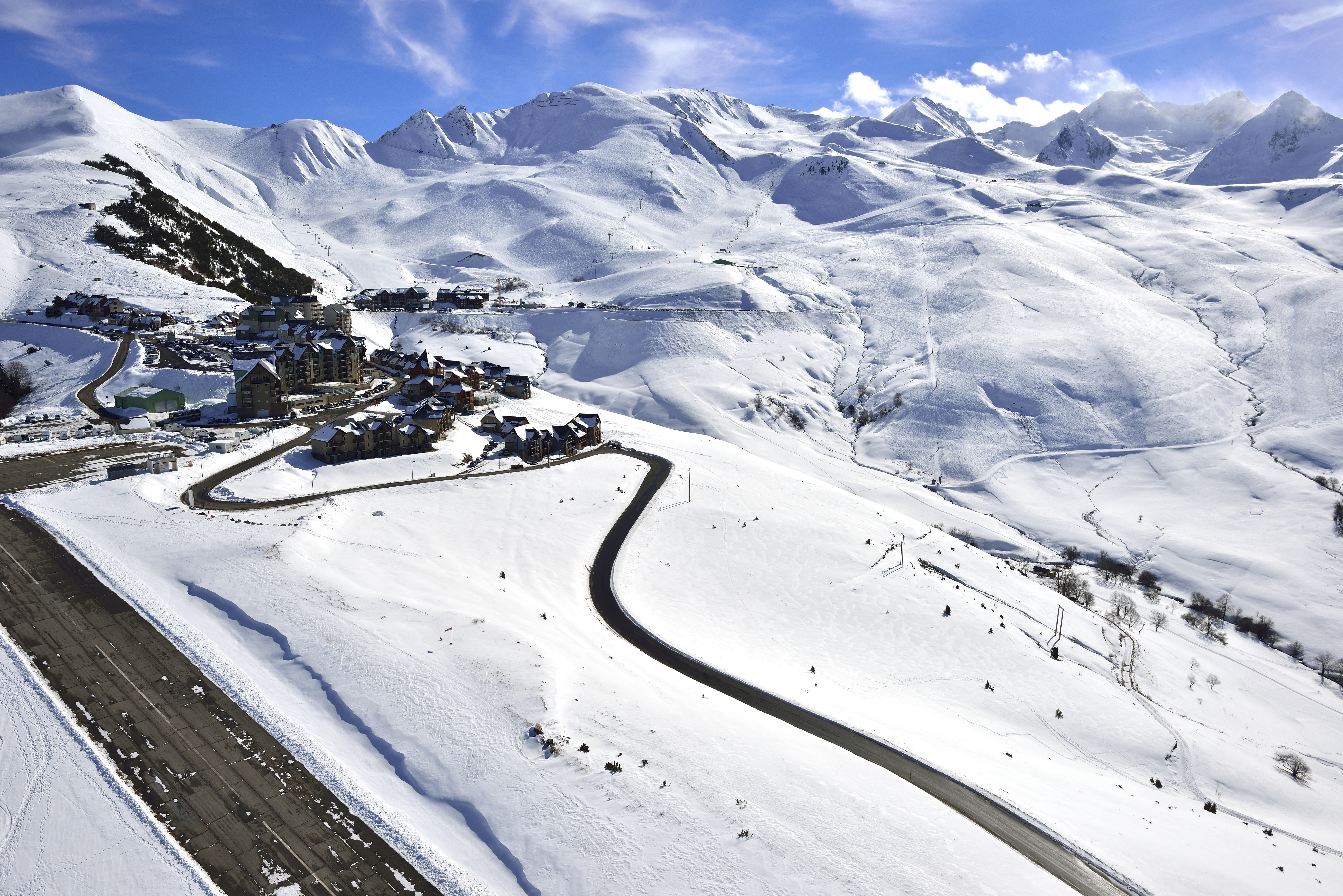
Peyragudes

Fusion des stations de Peyresourde et des Agudes depuis 1988, la station de Peyragudes tire avantage de sa double exposition sur les versants Haute-Garonne et Hautes-Pyrénées.
Située à proximité du col de Peyresourde, cette station est composée de 51 pistes et 17 remontées mécaniques.
Elle possède des espaces Freestyle, des pistes spéciales débutants et 5 zones N’Py Moov.
Cette station a été choisie pour le tournage de James Bond, Demain ne meurt jamais en 1997, car elle possède un altiport, unique dans la chaîne.

#### Piau-Engaly

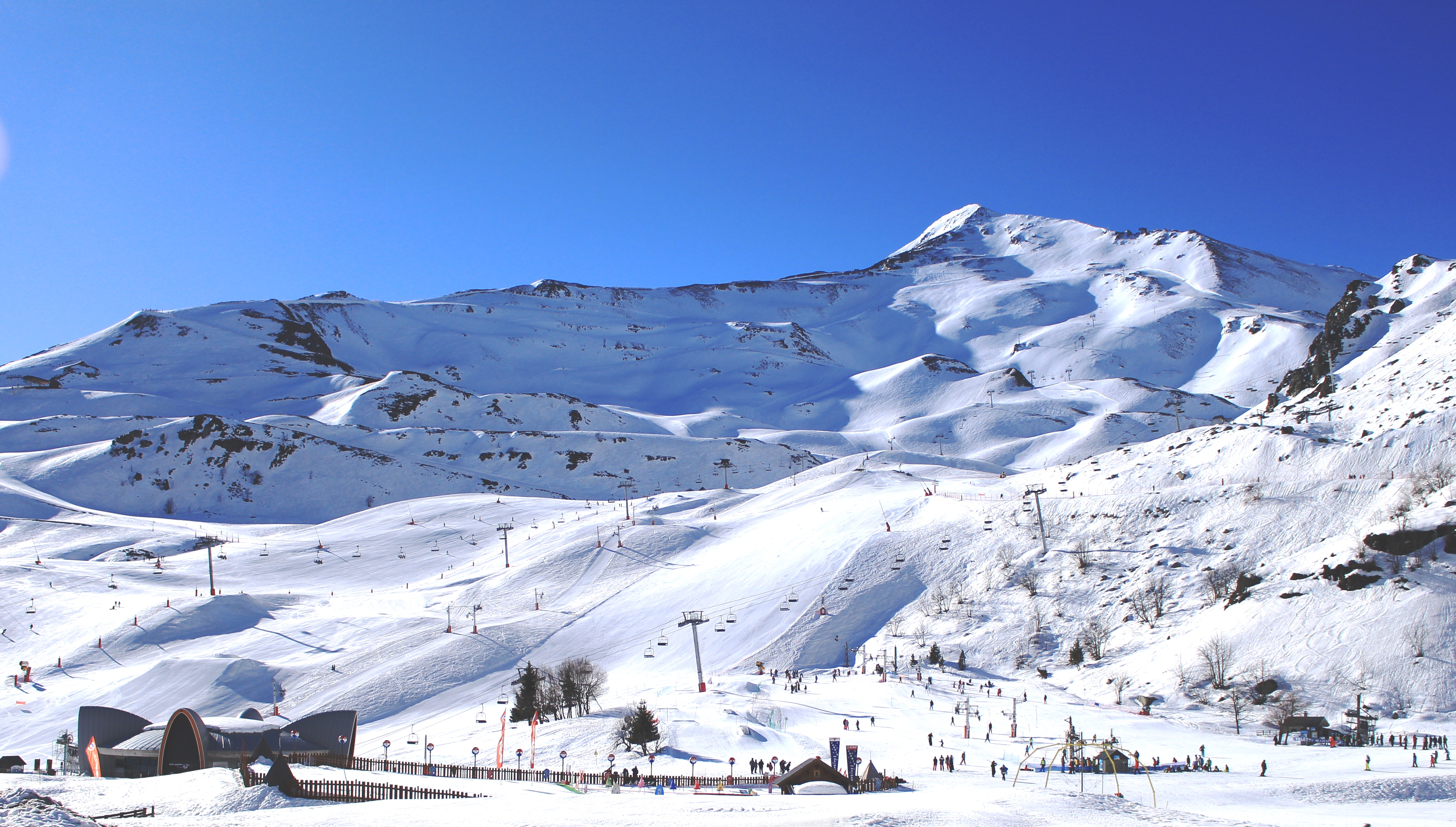
Piau-Engaly

Plus haute station des Pyrénées françaises avec ses 2530 mètres, Piau-Engaly dispose de 38 pistes et de 10 remontées mécaniques.
Elle comprend aussi un snowpark avec de nombreux modules différents : 2 big air, 1 table, 2 rails, 1 boardercross, 3 snow-boxes.
La première auberge de jeunesse en montagne pyrénéenne y a été ouverte le 21 décembre 2018 avec 296 lits.

### Sites remarquables

#### Pic du Midi de Bigorre
Le pic du Midi de Bigorre dispose d'un observatoire astronomique, situé à 2 876 mètres d’altitude.

#### Pont d'Espagne
Situé près de Cauterets, le Pont d’Espagne est un des sites naturels faisant partie du parc national des Pyrénées ; c’est le point de départ de nombreuses randonnées comme celle pour le lac de Gaube.

#### Train de la Rhune
Datant de 1924, ce train à crémaillère amène les voyageurs en haut de la Rhune en à peine 35 minutes durant lesquelles ils peuvent admirer les paysages de la chaîne des Pyrénées. L’arrivée située à 905 mètres d’altitude est le départ de randonnées.